# Luís Galhardo
Luís Galhardo (Lisboa, 23 de dezembro de 1874 — Lisboa, 30 de janeiro de 1929) foi um militar, jornalista, dramaturgo e empresário teatral português.

## Biografia
Filho de um oficial da Armada e professor da Escola Naval, João Maria de Carvalho e de sua mulher Carolina Augusta de Araújo, nasceu a 23 de dezembro de 1874, na Calçada do Duque, freguesia do Beato, em Lisboa. Frequentou o Colégio Militar entre 1886 e 1892. Foi irmão do pintor João Carlos Galhardo.
Assentou praça a 16 de julho de 1892. Frequentou a Escola do Exército. Foi promovido a alferes de Infantaria a 14 de novembro de 1897, e a tenente a 1 de dezembro de 1901, posto com o qual foi comandante da 2.ª divisão do Depósito de Praças do Ultramar. Chegou a coronel em 1927.
Dedicou-se ao jornalismo e à literatura, colaborando em prosa e em verso em diferentes jornais, incluindo a revista Renascença. Foi o gerente do jornal A Época, aquando da sua fundação em maio de 1902.
Contraiu matrimónio com Laura Albertina Santana, tia de Vasco Santana, a 27 de outubro de 1902, na Igreja de São Mamede, em Lisboa, tendo dois filhos, Luís e José. O seu filho José Galhardo, capitão do Exército, escreveu a letra da canção Coimbra, também conhecida como Avril au Portugal, com música de Raul Ferrão, coronel do Exército e contemporâneo de Luís Galhardo no Colégio Militar.
Luís Galhardo foi feito Comendador da Ordem Militar de Avis (28 de fevereiro de 1919), Comendador da Ordem Militar de Sant'Iago da Espada (28 de junho de 1919) e Comendador da Ordem Militar de Cristo (10 de janeiro de 1920).
Traduziu e escreveu várias peças de teatro, entre as quais: A Primeira Pedra, drama social e Os Pelintras, comédia de costumes. Foi empresário teatral, tendo fundado o Parque Mayer em 1922. Considerado um dos criadores da revista à portuguesa, assinou e produziu grandes sucessos e descobriu vedetas como Beatriz Costa, Estêvão Amarante e Vasco Santana.
Foi um dos fundadores da Sociedade de Escritores e Compositores Teatrais Portugueses, atual Sociedade Portuguesa de Autores.
Luís Galhardo recebeu, juntamente com José Galhardo, Alberto Barbosa e Vasco Santana, o Prémio Alfredo Carvalho do SNI, atribuído a autores e artistas intérpretes do melhor número declamado de revista, pela autoria da peça Se Aquilo que a Gente Sente.
Faleceu a 30 de janeiro de 1929, no Hospital Escolar, freguesia de Camões, em Lisboa, vitimado por um cancro de origem celíaca, aos 54 anos de idade. Encontra-se sepultado em jazigo, no Cemitério do Alto de São João, em Lisboa.
O seu nome faz parte da toponímia de: Almada (Praceta Luís Galhardo, freguesia de Charneca de Caparica).
Apesar da vocação militar comum, Luís Galhardo não é parente do general Eduardo Galhardo.